# Alter do Chão (freguesia)
Alter do Chão is een plaats (freguesia) in de Portugese gemeente Alter do Chão en telt 2 556 inwoners (2001).